# Komenda Wojewódzka Policji Państwowej w Stanisławowie
Komenda Wojewódzka Policji Państwowej w Stanisławowie – jednostka organizacyjna Policji Państwowej, działająca w okresie II Rzeczypospolitej do 1939 na obszarze województwa stanisławowskiego z siedzibą w Stanisławowie.
Do 1939 siedziba komendy mieściła się w Stanisławowie przy ulicy Kamińskiego 4.

## Struktura
Pierwotnie istniała Komenda Policji Państwowej Okręgu X Stanisławowskiego.
Przy KW w Stanisławowie działał Urząd Śledczy w Stanisławowie.
Ponadto w Stanisławowie istniała 12. kompania Rezerwy Policyjnej, która podlegała Komendzie Głównej Policji Państwowej.

## Jednostki podległe
Komendy powiatowe
- Komenda Powiatowa Policji w Dolinie (powiat doliński, 14 posterunków)[4]
- Komenda Powiatowa Policji w Horodence (powiat horodeński, 7 posterunków)[4]
- Komenda Powiatowa Policji w Kałuszu (powiat kałuski, 9 posterunków)[4]
- Komenda Powiatowa Policji w Kołomyi (powiat kołomyjski, 18 posterunków oraz Wydział Śledczy w Kołomyi, Komisariat PP w Kołomyi)[4]
- Komenda Powiatowa Policji w Kosowie (powiat kosowski, 11 posterunków)[4]
- Komenda Powiatowa Policji w Nadwórnej (powiat nadwórniański, 17 posterunków)[4]
- Komenda Powiatowa Policji w Rohatynie (powiat rohatyński, 13 posterunków)[4]
- Komenda Powiatowa Policji w Stanisławowie (powiat stanisławowski, 16 posterunków oraz Wydział Śledczy w Stanisławowie, I i II Komisariat PP w Stanisławowie)[4]
- Komenda Powiatowa Policji w Stryju (powiat stryjski, 15 posterunków oraz Wydział Śledczy w Stryju, Komisariat PP w Stryju)[4]
- Komenda Powiatowa Policji w Śniatynie (powiat śniatyński, 9 posterunków)[4]
- Komenda Powiatowa Policji w Tłumaczu (powiat tłumacki, 11 posterunków)[4]
- Komenda Powiatowa Policji w Żydaczowie (powiat żydaczowski, 9 posterunków)[4]

## Komendanci wojewódzcy
- insp. Władysław Żarski (01 IV 1921 – 21 VII 1927)[3]
- insp. Józef Torwiński (21 VII 1927 – 26 XI 1928)[3]
- insp. Alojzy Józef Buczkowski (p.o. od 26 XI 1928, 01 VII 1929 – 28 IV 1933)[3]
- insp. Eugeniusz Konopka (28 IV 1933 – IX 1939)[3]